# Comisión Nacional de Acuacultura y Pesca
La Comisión Nacional de Acuacultura y Pesca (CONAPESCA) es un órgano administrativo desconcentrado de la Secretaría de Agricultura y Desarrollo Rural (SADER) de México. Es la dependencia del gobierno federal encargada de aplicar las políticas públicas en materia de pesca y la acuicultura en México. Trabaja en conjunto del Instituto Nacional de Pesca y Acuacultura, el brazo científico de la SADER en la misma materia.
Su sede está ubicada en Mazatlán (Sinaloa). Hasta la fecha es una de los pocos órganos federales cuya sede no está ubicada en la Ciudad de México (la otra es el Instituto Nacional de Estadística y Geografía en Aguascalientes).[cita requerida]
Se creó por un decreto del presidente Vicente Fox publicado en el Diario Oficial de la Federación el 5 de junio de 2001. En octubre del 2024, Claudia Sheinbaum, Presidente de México, anunció que durante la administración actual será dirigida por el ingeniero pesquero yucateco Alejandro Flores Nava. 

## Logotipos

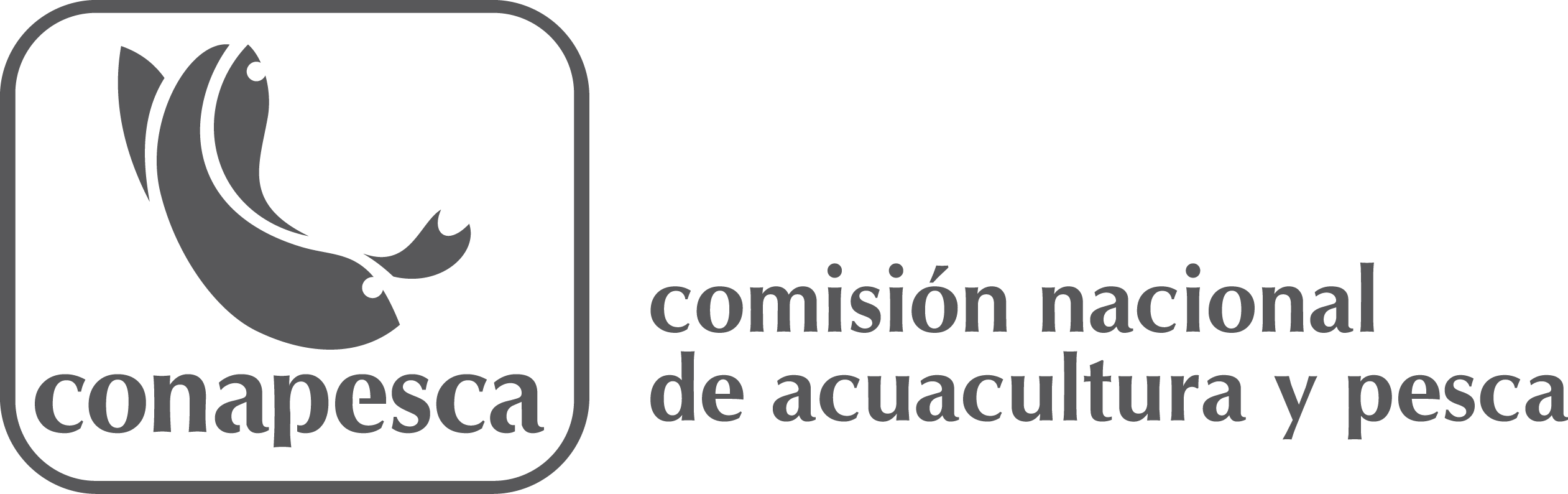
Logotipo en el gobierno de Enrique Peña Nieto (2012-2018)
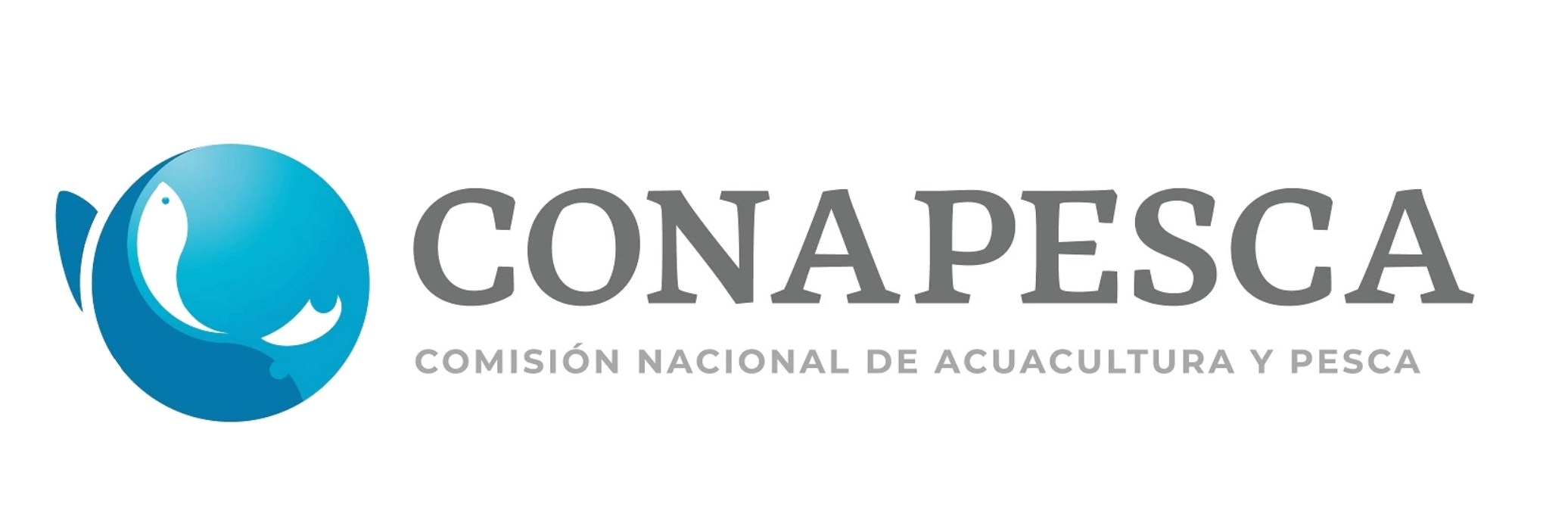
Logotipo en el gobierno de Andrés Manuel López Obrador (2018-2024)

## Historia

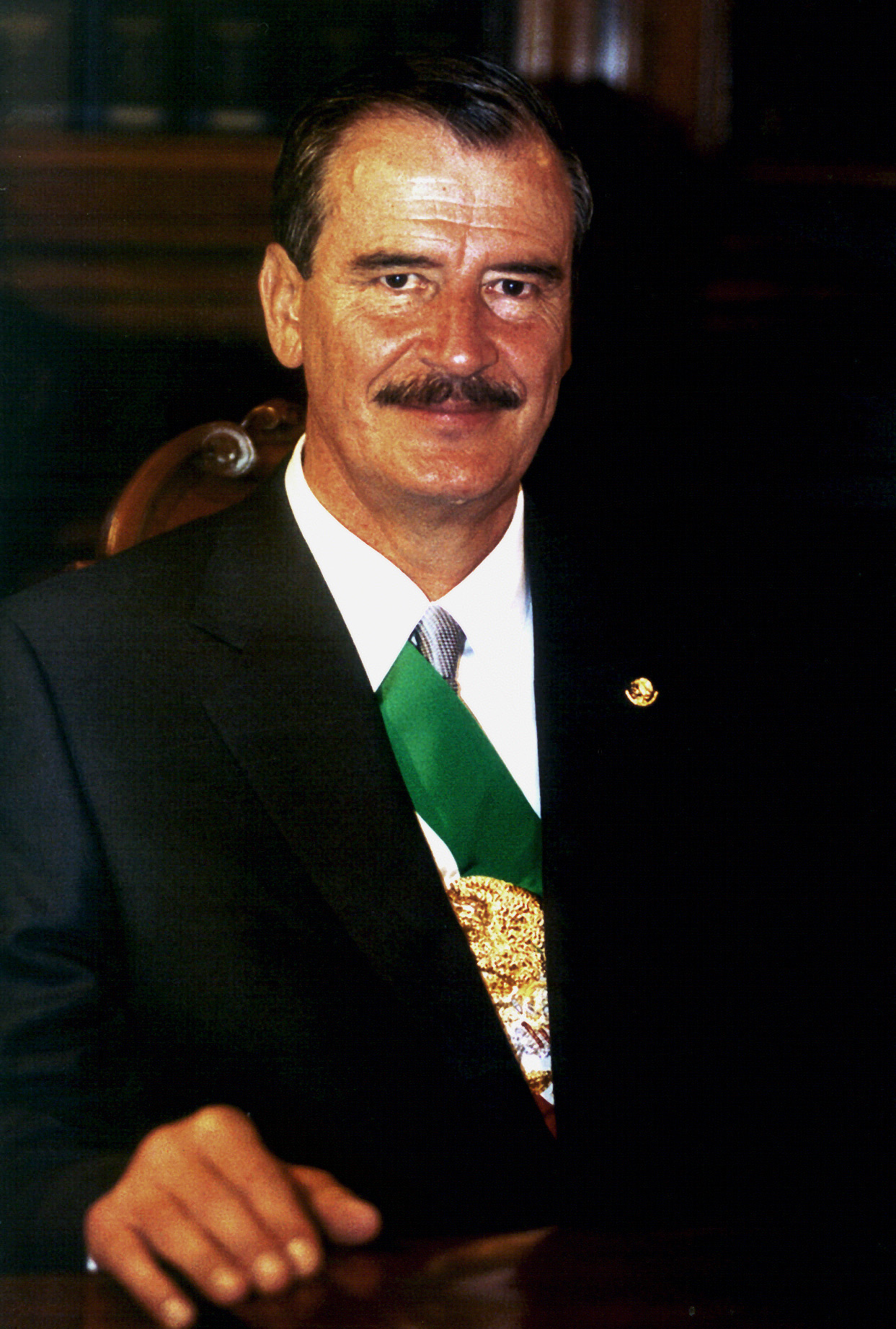
Vicente Fox creó la configuración actual de pesca.

Desde 1976 la dependencia federal encargada de la pesca fue el Departamento de Pesca. En 1982 se cambió de nombre a Secretaría de Pesca, que mantuvo por tres sexenios. Por una reforma de Ernesto Zedillo en 1994 pasó a llamarse Secretaría de Medio Ambiente, Recursos Naturales y Pesca, después de que concentrara las políticas ambientales y la potestad sobre los recursos naturales del país.
No obstante, Vicente Fox en diciembre de 2000 hizo diversas reformas en la Ley Orgánica de la Administración Pública Federal y la Ley de Pesca donde le pasó la competencia de las políticas pesqueras a la Secretaría de Agricultura, Ganadería, Desarrollo Rural, Pesca y Alimentación (hoy Secretaría de Agricultura y Desarrollo Rural) y le dio su nombre actual de la Secretaría de Medio Ambiente y Recursos Naturales una vez que se deslindó definitivamente de las pesca.
El 6 de junio de 2001 se fundó la Comisión Nacional de Acuacultura y Pesca en cumplimiento de la Ley de Pesca que establecía la existencia de una entidad dependente de la secretaría que velara por el las actividades pesqueras, por un decreto de Vicente Fox publicado en el DOF un día antes.
El presidente Andrés Manuel López Obrador tiene entre sus propuestas cambiar de sede a más de treinta dependencias federales, entre ellas el Instituto Nacional de Pesca y Acuacultura, a Mazatlán, para concentrar ambas entidades responsables de la pesca en un mismo lugar.[cita requerida]
El 18 de noviembre de 2021 el diputado federal Leobardo Alcántara propuso al Congreso de la Unión eliminar la CONAPESCA y pasar sus facultades a la Secretaría de Marina, iniciativa hasta la fecha pendiente.

## Facultades
Según el artículo 3 del decreto por el que se expide su creación, sus facultades son las siguientes:

- I. Proponer y coordinar la política nacional en materia de aprovechamiento racional y sustentable de los recursos pesqueros y acuícolas; así como para el fomento y promoción de las actividades pesqueras y acuícolas, y el desarrollo integral de quienes participan en ellas;
- II. Administrar, regular y fomentar, en los términos de las disposiciones legales aplicables, el uso, aprovechamiento y conservación de los recursos pesqueros y el desarrollo de la acuacultura;
- III. Promover, fomentar y asesorar técnicamente la producción, industrialización y comercialización de los productos pesqueros, en todos sus aspectos, en coordinación con las dependencias competentes;
- IV. Promover, en coordinación con las dependencias y órganos competentes, la implementación de políticas y mecanismos orientados a incrementar el valor agregado de los productos pesqueros y acuícolas, así como sus exportaciones;
- V. Participar en la elaboración e instrumentación de las políticas y programas de fomento y capacitación en materia de sanidad acuícola y pesquera;
- VI. Proponer e instrumentar, con la participación que corresponda a otras unidades administrativas de la Secretaría, políticas y acciones en apoyo a los programas de abasto y comercialización de productos pesqueros y acuícolas;
- VII. Proponer criterios generales para el establecimiento de instrumentos económicos que promuevan el desarrollo integral de la pesca y acuacultura;
- VIII. Establecer y, en su caso, proponer las bases para la coordinación de acciones de las unidades administrativas y demás autoridades de la Federación, los estados y los municipios, que desempeñen funciones relacionadas con las actividades acuícolas y pesqueras;
- IX. Proponer y ejecutar la política general de inspección y vigilancia en materia acuícola, de pesca comercial y deportiva, con la participación que corresponda a otras dependencias de la Administración Pública Federal;
- X. Participar en el establecimiento y desarrollo de las bases de la investigación científica y tecnológica, que permitan dar unidad y congruencia a los programas cuya aplicación corresponda a la Secretaría de Agricultura, Ganadería, Desarrollo Rural, Pesca y Alimentación;
- XI. Coadyuvar, en lo que corresponda, en la instrumentación del Sistema Nacional de Información del Sector Agroalimentario y Pesquero, así como mantener actualizado el Registro Nacional de la Pesca;
- XII. Proponer acciones orientadas a la homologación y armonización de medidas con otros países en materia de sanidad acuícola y pesquera y participar en su ejecución;
- XIII. Participar en la determinación de niveles de incidencia y, en su caso, proponer el reconocimiento de zonas libres y de baja prevalencia de enfermedades y plagas acuícolas y pesqueras;
- XIV. Promover proyectos de inversión en la actividad pesquera y acuícola, en coordinación con las unidades administrativas de la Secretaría y otras dependencias competentes de la Administración Pública Federal y los Gobiernos estatales y municipales;
- XV. Promover el establecimiento de zonas de acuacultura, la construcción de parques y unidades de producción acuícola y la creación de zonas portuarias pesqueras, así como esquemas para su administración, conservación y mantenimiento;
- XVI. Estudiar y evaluar el estado que guardan los puertos y abrigos pesqueros, así como promover y concertar ante las dependencias y entidades competentes de la Administración Pública Federal y ante las organizaciones sociales y de productores del sector pesquero, la realización de proyectos, obras de conservación, mantenimiento y de ampliación necesarias para incrementar su productividad y eficiencia;
- XVII. Regular la formación y organización de la flota pesquera, así como de las artes de pesca;
- XVIII. Promover la construcción, mejora y equipamiento de embarcaciones, plantas procesadoras y el desarrollo tecnológico en la actividad;
- XIX. Determinar las zonas de captura y cultivo, las de reserva en aguas interiores y frentes de playa para la recolección de postlarvas, crías, semillas y otros estadios biológicos, así como las épocas y volúmenes a que deberá sujetarse la colecta;
- XX. Establecer con la participación, que en su caso, corresponda a otras dependencias de la Administración Pública Federal, viveros, criaderos, reservas de especies acuáticas y épocas y zonas de veda;
- XXI. Regular la introducción de especies de la flora y fauna acuáticas en cuerpos de agua de jurisdicción federal;
- XXII. Solicitar la acreditación de la legal procedencia de los productos y subproductos pesqueros, así como supervisar el control de inventarios durante las épocas de veda;
- XXIII. Coordinar y supervisar la operación de los programas de administración y regulación pesquera y acuícola;
- XXIV. Promover el establecimiento de zonas de acuacultura y la construcción de parques y unidades de producción acuícola;
- XXV. Proponer, ejecutar y supervisar los programas de producción, distribución y siembra de especies acuícolas en los cuerpos de agua de jurisdicción federal, con la participación que corresponda a otras dependencias de la Administración Pública Federal;*
- XXVI. Promover la organización y capacitación para el trabajo pesquero y acuícola, así como proponer medidas para incrementar la productividad del trabajo y prestar servicios de asesoría y capacitación a las organizaciones pesqueras y acuícolas;
- XXVII. Proponer el establecimiento y regulación de los sitios de desembarque y acopio para las operaciones pesqueras y acuícolas, y promover ante las autoridades competentes la ubicación de los mismos;
- XXVIII. Promover mejoras en la infraestructura productiva de la acuacultura y la pesca para impulsar el aprovechamiento, transformación, distribución y comercialización de los productos pesqueros y acuícolas;
- XXIX. Operar y en su caso supervisar, por sí o por terceros, las instalaciones y equipos de la Secretaría de Agricultura, Ganadería, Desarrollo Rural, Pesca y Alimentación, destinados al cultivo de especies acuáticas para promover la producción acuícola nacional;
- XXX. Establecer, conforme a las disposiciones jurídicas aplicables, las medidas administrativas y de control a que deban sujetarse las actividades acuícola y de pesca comercial y deportiva;
- XXXI. Constituir y participar en los comités consultivos nacionales de normalización que correspondan al sector pesquero y acuícola;
- XXXII. Participar en representación de la Secretaría, ante los órganos de gobierno de entidades, públicas o privadas, en las que dicha Secretaría sea miembro, que fomenten o se dediquen a actividades acuícolas y pesqueras;
- XXXIII. Aplicar, en lo conducente, las disposiciones jurídicas que conforme a la Ley de Pesca, su Reglamento y demás disposiciones legales aplicables en la materia, correspondan a la Secretaría de Agricultura, Ganadería, Desarrollo Rural, Pesca y Alimentación, y
- XXXIV. Las demás que expresamente le atribuyan las Leyes y Reglamentos o le señale el Secretario de Agricultura, Ganadería, Desarrollo Rural, Pesca y Alimentación.

## Organigrama
La CONAPESCA es un organismo administrativo desconcentrado de la SADER, por lo que jerárquicamente el siguiente cargo superior es el secretario de Agricultura y Desarrollo Rural. La organización interna de la comisión es la siguiente:
- Comisionado nacional de Acuacultura y Pesca
  - Dirección General de Planeación, Programación y Evaluación;
  - Dirección General de Ordenamiento Pesquero y Acuícola;
  - Dirección General de Organización y Fomento;
  - Dirección General de Infraestructura;
  - Dirección General de Inspección y Vigilancia;
  - Unidad de Administración
  - Unidad de Asuntos Jurídicos

## Lista de sus titulares
El comisionado nacional es nombrado y removido libremente por el presidente de la República, mientras que el secretario de Agricultura y Desarrollo Rural ejerce sus funciones a través de este como conducto. La lista de comisionados nacionales es la siguiente:
| Comisionado nacional                                                                                     | Periodo                                       | Secretario de Agricultura y Desarrollo Rural*                                                            | Presidente de la República              |
| --- | --------------------------------------------- | --- | --------------------------------------- |
| Mario Gilberto Aguilar Sánchez                                                                           | 1 de diciembre de 2012-3 de diciembre de 2018 | Enrique Martínez y Martínez (2012-2015) José Calzada Rovirosa (2015-2018) Baltazar Hinojosa Ochoa (2018) | Enrique Peña Nieto (2012-1018)          |
| Raúl Elenes Angulo                                                                                       | 3 de diciembre de 2018-9 de marzo de 2021     | Víctor Villalobos Arámbula (desde 2018)                                                                  | Andrés Manuel López Obrador (2018-2024) |
| Octavio Alberto Almada Palafox                                                                           | Desde el 23 de abril de 2021                  | Víctor Villalobos Arámbula (desde 2018)                                                                  | Andrés Manuel López Obrador (2018-2024) |
| *: hasta diciembre de 2018, secretario de Agricultura, Ganadería, Desarrollo Rural, Pesca y Alimentación |                                               | |                                         |